# Myrtletown
Myrtletown is een plaats in Humboldt County in Californië in de VS.

## Geografie
Myrtletown bevindt zich op 40°47′26″Noord, 124°7′48″West. De totale oppervlakte bedraagt 5,6 km² (2,2 mijl²) waarvan slechts 0,1 km² (0,04 mijl²) of 1,39% water is.

## Demografie
Volgens de census van 2000 bedroeg de bevolkingsdichtheid 808,3/km² (2097,2/mijl²) en bedroeg het totale bevolkingsaantal 4459 als volgt onderverdeeld naar etniciteit:
- 89,35% blanken
- 0,78% zwarten of Afrikaanse Amerikanen
- 2,85% inheemse Amerikanen
- 1,39% Aziaten
- 0,07% mensen afkomstig van eilanden in de Grote Oceaan
- 1,12% andere
- 4,44% twee of meer rassen
- 4,58% Spaans of Latino

Er waren 1738 gezinnen en 1119 families in Myrtletown. De gemiddelde gezinsgrootte bedroeg 2,42.

## Plaatsen in de nabije omgeving
De onderstaande figuur toont nabijgelegen plaatsen in een straal van 16 km rond Myrtletown.